# Masaki Tozaki
Masaki Tozaki (født 27. august 1994) er en japansk fodboldspiller.
Han har spillet for flere forskellige klubber i sin karriere, herunder Kataller Toyama.